# 布什内尔 (佛罗里达州)
布什内尔（英語：Bushnell），是美国佛罗里达州薩姆特縣下属的一座城市。建立于1911年。面积约为6.1平方公里（约合2.4平方英里）。根据2010年美国人口普查，该市有人口2,418人。论人口在本州排行第 269。